# Live Days
Live Days – dwupłytowy album koncertowy amerykańskiej grupy neoprogresywnej Discipline, wydany nakładem Strung Out Records i Cyclops Records w 2010 roku.
Materiał zgromadzony na krążkach został nagrany w trakcie występów, jakie zespół dał w latach 90. w Stanach Zjednoczonych:
- Chapel Hill w stanie Karolina Północna (ProgDay ’95, 3 września 1995; ProgDay ’98, 6 września 1998)
- Hamtramck w stanie Michigan (klub "Lili’s 21", 1996)
- Ferndale w stanie Michigan (klub "Magic Bag", 1997)
- Baltimore w stanie Maryland (Orion Sound Studios Progressive Rock Showcase, 1996-1997)

## Lista utworów
Opracowano na podstawie materiału źródłowego.
Dysk 1:
Nagrania zarejestrowano podczas festiwali ProgDay ’98 (1-2) i ProgDay ’95 (3-7), które odbyły się w Chapel Hill w stanie Karolina Północna w 1995 i 1998 roku, oraz w klubie "Lili’s 21" (8) w Hamtramck w stanie Michigan w 1996 roku.
| 1. | "Mickey Mouse Man"           | 6:21    |
|    |                              |         |
| 2. | "Before the Storm/Blueprint" | 18:19   |
|    |                              |         |
| 3. | "Circuitry"                  | 6:21    |
|    |                              |         |
| 4. | "Canto IV (Limbo)"           | 15:05   |
|    |                              |         |
| 5. | "Homegrown"                  | 11:07   |
|    |                              |         |
| 6. | "Systems"                    | 7:47    |
|    |                              |         |
| 7. | "When the Walls are Down"    | 6:50    |
|    |                              |         |
| 8. | "Safe in Your Vision"        | 4:38    |
|    |                              |         |
|    |                              | 1:16:28 |
|    |                              |         |
Dysk 2:
Nagrania zarejestrowano podczas festiwali ProgDay ’98 (1, 4) i ProgDay ’95 (6), które odbyły się w Chapel Hill w stanie Karolina Północna w 1995 i 1998 roku, a także w Orion Sound Studios (3, 5, 7) w Baltimore w stanie Maryland w 1996 i 1997 roku oraz w klubie "Magic Bag" (2) w Ferndale w stanie Michigan w 1997 roku.
| 1. | "Crutches"               | 14:05   |
|    |                          |         |
| 2. | "Wrists"                 | 9:16    |
|    |                          |         |
| 3. | "Carmilla"               | 10:08   |
|    |                          |         |
| 4. | "Into the Dream"         | 22:09   |
|    |                          |         |
| 5. | "The Nursery Year"       | 5:26    |
|    |                          |         |
| 6. | "Diminished"             | 8:27    |
|    |                          |         |
| 7. | "Between Me and the End" | 5:38    |
|    |                          |         |
|    |                          | 1:15:09 |
|    |                          |         |

## Twórcy
Opracowano na podstawie materiału źródłowego.
Muzycy:
- Matthew Parmenter – śpiew, keyboardy, gitara (Safe in Your Vision), fortepian (Between Me and the End)
- Jon Preston Bouda – gitara
- Matthew Kennedy – gitara basowa
- Paul Dzendzel – perkusja

Dodatkowi muzycy:
- Timothy Wolf – keyboardy (Circuitry, Canto IV (Limbo), When the Walls are Down)